# جواز سفر غينيا بيساو
تصدر جمهورية غينيا بيساو جوازات سفر لمواطني غينيا بيساو بغرض السفر خارج البلاد. يمكن لمواطني غينيا بيساو السفر إلى الدول الأعضاء في المجموعة الاقتصادية لدول غرب إفريقيا بدون جواز سفر.
لون جواز سفر غينيا بيساو أخضر غامق ومكتوب عليه في الأعلى عبارة «جمهورية غينيا بيساو» ويوجد شعار غينيا بيساو وسط الجواز واخيرا كتبت عبارة «جواز سفر» في الأسفل كباقي جوازات السفر العادية.